# 忍草庵
31°34′49″N 120°15′31″E / 31.58025°N 120.25864°E
忍草庵，位于中华人民共和国江苏省无锡市梁溪区惠山街道惠泉山社居委锡惠公园内，是一处古建筑遗址、无锡市文物保护单位。

## 特点
忍草庵位于惠山头茅峰章家坞山腰，始建于元朝至正十年（1350年），僧月川在此始建茅庵。明嘉靖二十二年（1543年），蜀僧道林复构，取名草庵。万历末年，僧人德洪募建佛殿三间，塑毗卢像。天启元年（1621年），僧洪恩取唐宋之问“晨行踏忍草，夜诵得灵花”诗意，易名忍草庵。清朝初期顾景文、顾贞观兄弟曾在此结社。康熙年间、咸丰年间，遭到火灾。民国十四年（1925年）杨味云于原址重建。1996年，无锡市人民政府对此做全面整修。